# علي أباد فهرج (مقاطعة فهرج)
علي أباد فهرج (بالإنجليزية: Aliabad, Fahraj)‏ هي مستوطنة تقع في ناحية نغين كوير في إيران. يقدر عدد سكانها بـ 25 نسمة .